# فریاد (فیلم ۱۳۵۰)
فریاد فیلمی به کارگردانی سلیمان میناسیان و هراند میناسیان و نویسندگی عباس پهلوان محصول سال ۱۳۵۰ است.

## خلاصه داستان
دختری بر اثر یک حادثهٔ آتش‌سوزی بی خانمان می‌شود و بعد به وسیلهٔ یک رانندهٔ کامیون به تهران می‌آید…

## بازیگران
- سوسن
- جمشید مشایخی
- اکبر مشکین
- مهری ودادیان
- بهمن مفید
- یداله شیراندامی
- احمد هاشمی
- مرتضی احمدی
- لی‌لی
- مهری مهرنیا